# 紅兔子
《紅兔子》（英語：Red Rabbit），美國軍事小說作家湯姆·克蘭西的小说，2002年出版，傑克·雷恩系列的第十一作。
小说時間背景設定在《愛國者遊戲》之後，《獵殺紅色十月號》之前，當時系列主角傑克·雷恩為剛派駐英國的美國中情局分析師。
在出版之後本書受到許多負面評價，批評其內容千篇一律，與系列作的情節並無太大不同，甚至提到系列主角傑克·雷恩在本作被邊緣化，出現的場面過少。然而，在出版之後仍然在首賣之日就有大量的讀者購買，仍然使湯姆·克蘭西再度躋身紐約時報的暢銷作家的行列中。

## 導讀
本書以此引言開始：
|              | 人類一生中最重要的，就是引領靈魂為善或為惡。 |
| ——畢達哥拉斯 |                                              |

故事發生在1980年，教宗若望·保禄二世發出私人信函，要求波蘭政府停止壓迫人民，否則他將辭去教宗職務，返回華沙與祖國人民站在同一陣線。此舉使當時實際操控波蘭政局的蘇聯當局感到威脅，因此秘密計畫著對教宗不利......。
本書雖為傑克·雷恩系列之一，但是背景卻是設定在獵殺紅色十月號之前，且前三分之二的事件發生在莫斯科，以系列中活躍的艾德·弗利與傅瑪麗·弗利夫婦以及蘇聯國安會通訊官奧萊格·翟澤夫為主線，當時艾德是中情局莫斯科站站長，傅瑪麗為臥底情報員，因此本作風格與前幾作自美日開戰以來的軍事風格大不相同，改為描述间谍戰為主的諜報小說風格。

## 出版資料

### 台灣版
紅兔子
譯者：莊聖雄、葉弘、宋瑛堂、沈丕良
頁數：836頁
出版社：星光出版社
出版日期：2003年9月
ISBN 957-677-536-1

## 小說與現實

### 教宗暗殺未遂事件
1970年代末期，被蘇聯控制的波蘭正興起团结工会發動的反社會主義改革運動，當時的教宗若望·保禄二世大力支持與共產政權抗爭的人民，在此時背景之下，教宗於1981年5月13日受到暗殺未遂。

### 蘇聯高層
故事中蘇聯高層人物與史實是符合的，蘇共中央總書記列昂尼德·伊里奇·布里茲涅夫健康狀況已不良，KGB主席安德羅波夫為其接任者，因此對照安得羅波夫接任的時間1981年11月與教宗暗殺未遂事件，可以猜測到本作的時空背景應該是在1980年中至1981年中的一年間。

## 相關參見
- 若望·保禄二世
- 波兰历史